# Crisomelíneos
Crisomelíneos (Chrysomelinae) é uma sub-família de artrópados pertencente à família Chrysomelidae.

## Gêneros
- Alfius
- Cecchiniola
- Chrysomela
- Chrysolina
- Colaphus
- Colaspidema
- Crosita
- Cyrtonastes
- Cyrtonus
- Entomoscelis
- Gastrophysa
- Gonioctena
- Hydrothassa
- Labidomera
- Leptinotarsa
- Linaedea
- Machomena
- Oomela
- Oreina
- Paropsis
- Phaedon
- Phratora
- Plagiodera
- Prasocuris
- Sclerophaedon
- Stenaspidiotus[2]
- Timarcha
- Timarchida
- Zygogramma

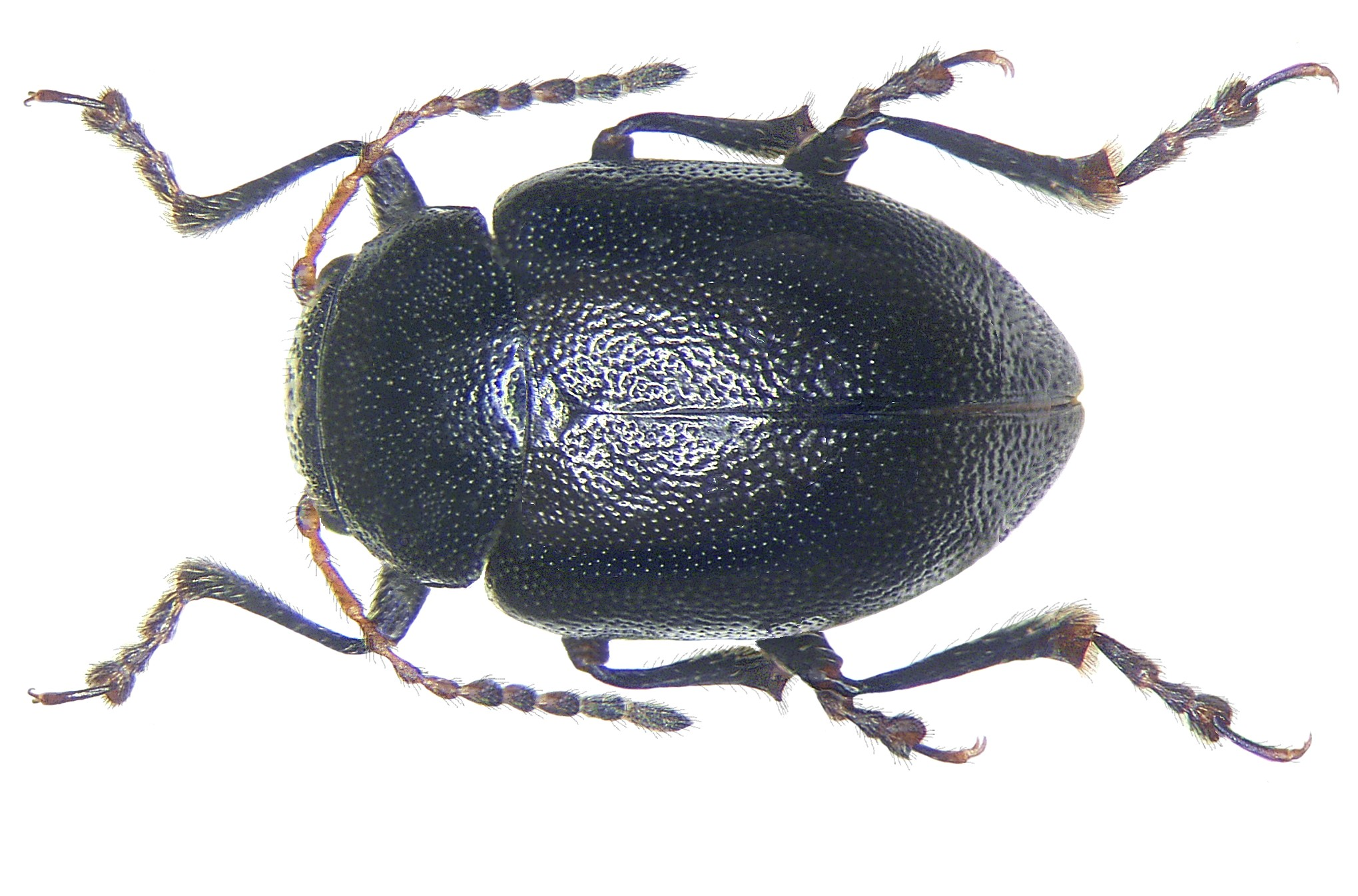
Colaspidema atrum